# La Octava Noche
La Octava Noche es una festividad realizada en la ciudad de Uriangato, Guanajuato, México el día 6 de octubre de cada año en la cual se lleva a cabo un paseo nocturno por las principales calles de la ciudad encabezado por la imagen de San Miguel Arcángel, Santo Patrono de la localidad, para esta fecha se realizan diversas muestras de la cultura y las tradiciones de este municipio tales como: danzas típicas regionales, candiles de ocote, globos de cantoya, altares de flores y sobre todo los tradicionales tapetes de aserrín sobre los cuales avanza el paseo. Este conjunto de simbolismos de la cultura Uriangatense conforman la festividad más grande y más visitada en la Zona Metropolitana Moroleón-Uriangato-Yuriria.

## Origen
La tradición de sacar a San Miguel a pasear en las calles de Uriangato data de la época colonial y se ha interrumpido únicamente durante la Guerra de Independencia y la Guerra Cristera, sin embargo La Octava Noche tradicional como la conocemos hoy, es una festividad llena de colores, formas y tradiciones que tuvo su origen el 6 de octubre de 1966, cuando la familia del Sr. Pioquinto Baeza, realizó el primer tapete por fuera de su casa en el barrio de La Loma en honor a San Miguel Arcángel, para que la procesión que acompañaba a la imagen caminara sobre él durante el recorrido tradicional anual que se realizaba desde la designación de San Miguel como Santo Patrono de Uriangato, cabe señalar que el nombre colonial de esta localidad era San Miguel Uriangato.

## Formación del Comité Organizador de la Octava Noche A.C.
El 6 de octubre de 2009 se llevó a cabo la primera edición organizada por el Comité Organizador de La Octava Noche A.C., que nació como un grupo de Uriangatenses voluntarios organizados con el objetivo expandir el alcance del evento, promocionando y difundiendo el mismo en medios de comunicación, redes sociales y creando una red de mercadotecnia del evento este primer año el evento se tituló "La noche cuando el cielo y los suelos se tiñen de color". Noche en la que los Uriangatenses expresaron su sensibilidad artística en los tradicionales tapetes de aserrin, flores, y semillas, tradición que nació en el barrio de la Loma, pero que ya se ha extendido a toda la ciudad de Uriangato. Actualmente el comité Organizador "La Octava Noche Uriangato A.C." se está encargando de preservar y difundir esta bonita tradición que nació como una muestra de Fe y de agradecimiento a San Miguel Arcángel, Santo patrono de la ciudad de Uriangato, Gto.
El gobernador del Estado de Guanajuato Juan Manuel Oliva y el presidente municipal de Uriangato, inauguraron el evento de La Octava: Noche en honor a San Miguel Arcángel y recorrieron varias calles para apreciar los cientos de tapetes confeccionados en el pavimento a base de aserrín, la comitiva del Gobierno del Estado recorrió el barrio de La Loma, en donde admiraron por varias calles el preciado trabajo expuesto en los cientos de tapetes multicolores hechos de aserrín pintado y que son parte de los festejos de San Miguel Arcángel en esta localidad. Posteriormente visitaron la sacristía de la parroquia y apreciaron más de 50 vestimentas de San Miguel Arcáncel, así como sus coronas y joyas, ya en el evento de inauguración, el gobernador del estado, habló del arraigo a las creencias y valores que tiene el pueblo de Uriangato. El gobierno del estado se queda con la petición y el compromiso de darle el impulso a varios proyectos con los artesanos, para que estos trabajos sean expuesto en la Expo Bicentenario el próximo año 2010 y la promoción de los mismos en eventos nacionales e internacionales.

## Ícono de la cultura Uriangatense

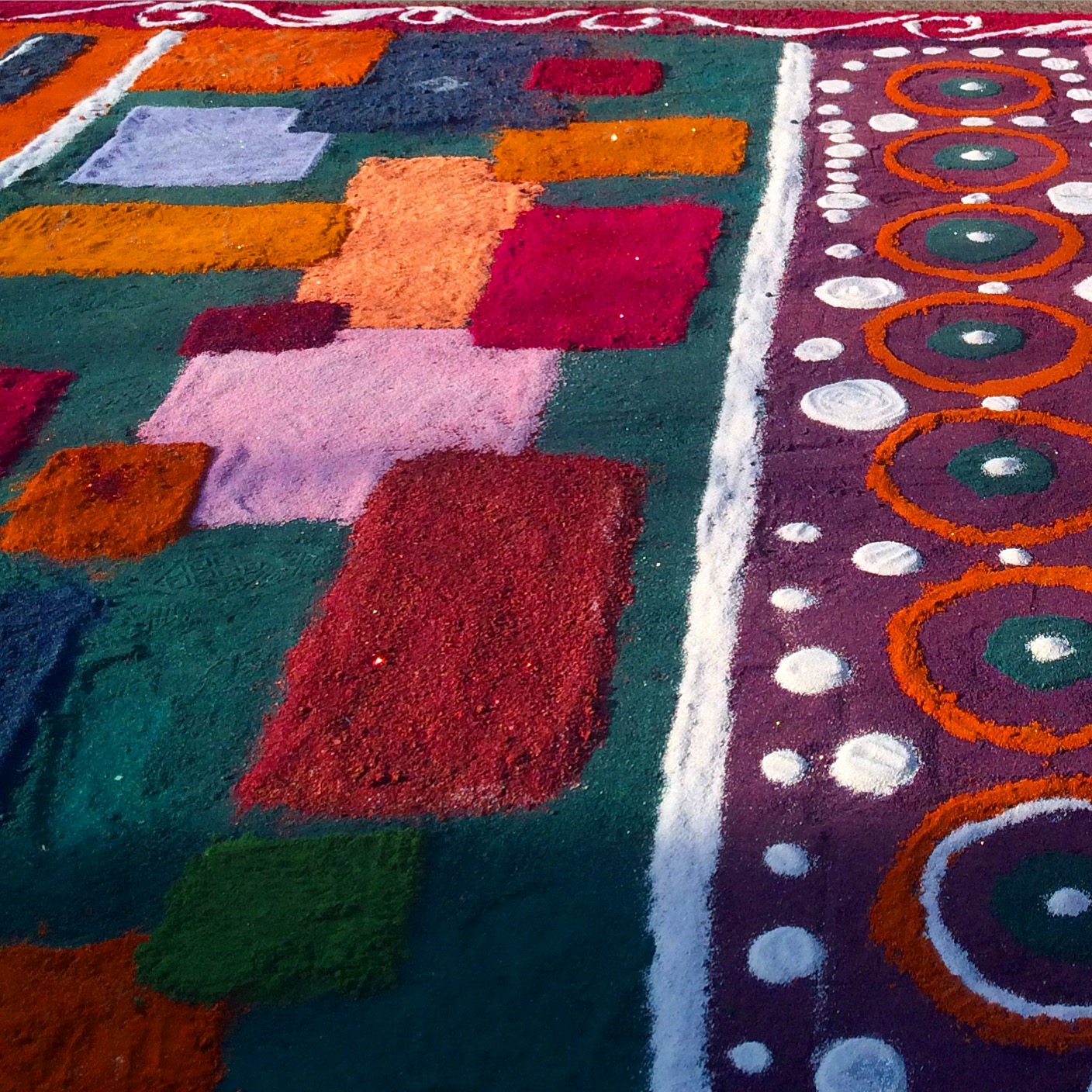
Tapetes de Aserrín elaborados durante la Octava Noche.

Pasear por las calles de Uriangato el 6 de octubre resulta por demás interesante a muchos que se reúnen en este punto del estado a disfrutar de la muestra de arte efímero más grande del centro país.
Este día, niños, jóvenes y adultos engalanan las calles de la ciudad, con verdaderas obras de arte hechas de aserrín, que van formando enormes tapetes llenos de color y que sin duda dejan sin palabras a cada persona que visita Uriangato en esta fecha. En su mayoría con temas religiosos, pues la fiesta conmemora al patrono de la ciudad San Miguel arcángel, estos bellos tapetes marcan el paso de la procesión en la que los Uriangatenses siguen el recorrido del arcángel San Miguel en una procesión por la ciudad. Así entre calles adornadas y esquinas en las que se pueden ver altares dedicados al patrono de la ciudad. 
El ambiente familiar de esta festividad rebasa el alcance religioso de la misma y es una oportunidad inigualable para la convivencia de las familias y el asombro de los visitantes.
Aunque esta tradición data de la época de la Nueva España, es a partir de 1966 cuando se integran los tapetes de aserrín, ícono actual de la festividad y desde el año 2009 esta festividad ha crecido año con año gracias al Comité Organizador y actualmente constituye la máxima expresión de la cultura y las tradiciones del municipio de Uriangato, Gto., constituyendo una piedra angular de la identidad y pertenencia de los Uriangatenses.

## Alcance actual

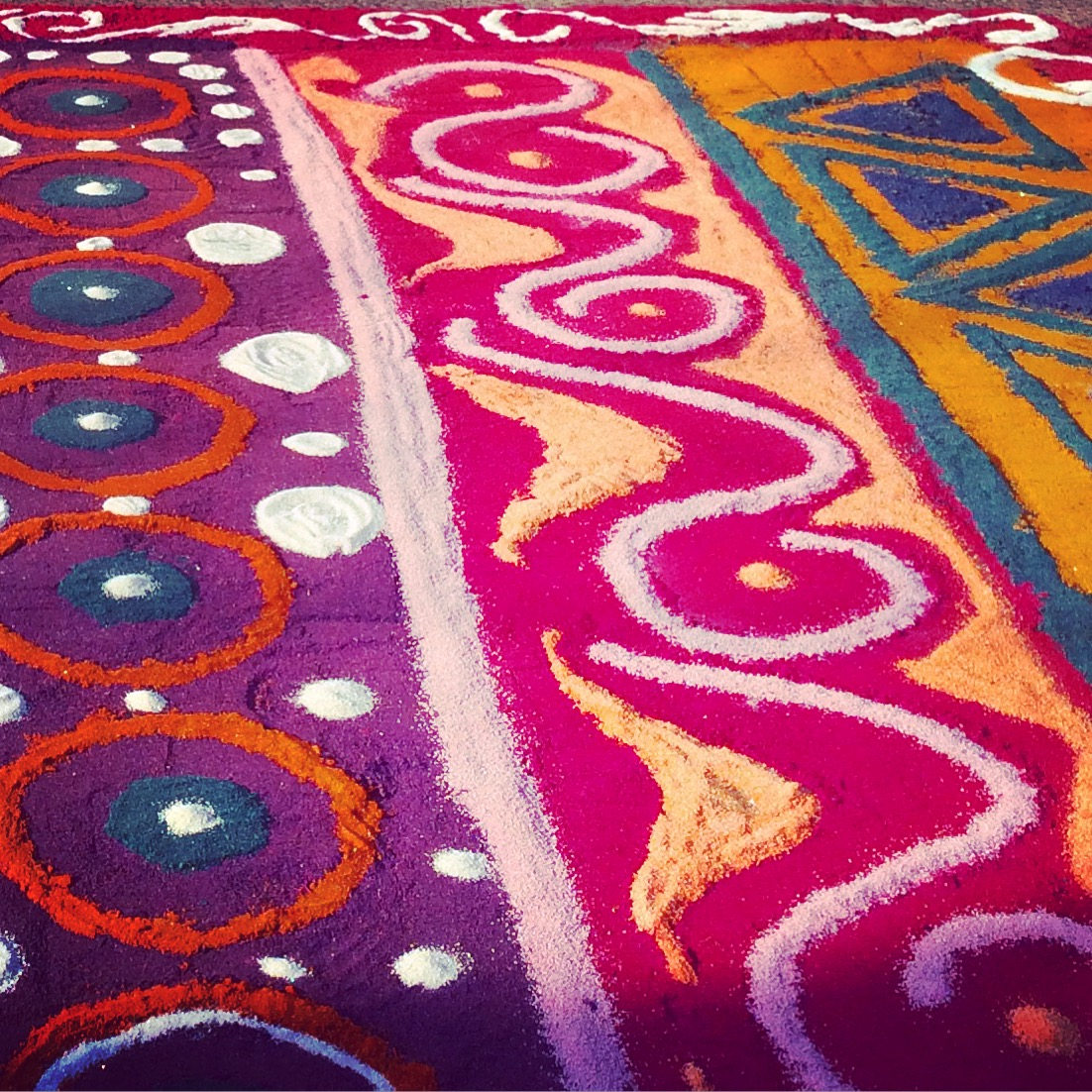
Tapetes de Aserrín.

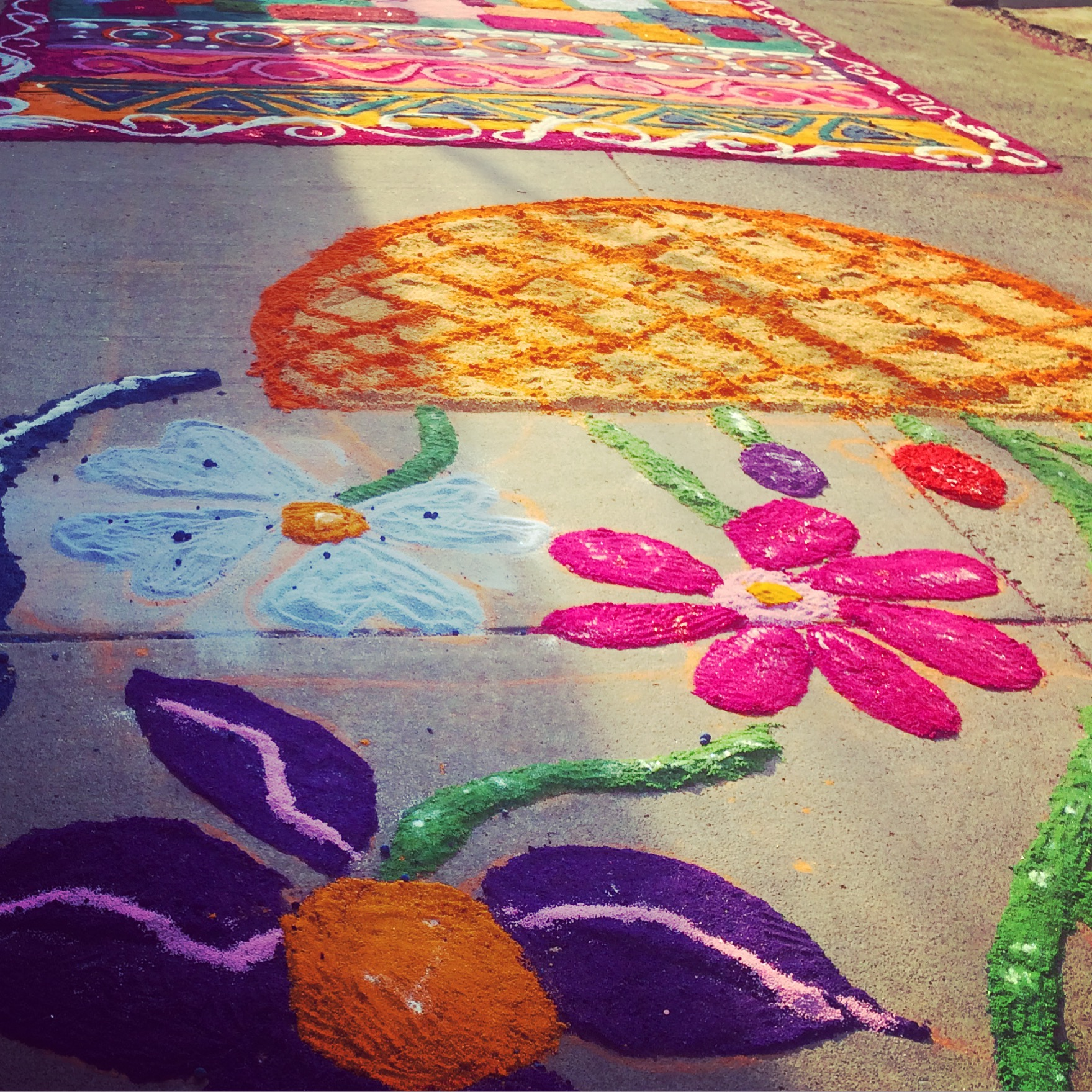
Tapetes de Aserrín elaborados previo al Paseo de San Miguel Arcángel en Uriangato durante la Octava Noche del 6 de octubre.

En 2015 la festividad continúa siendo coordinada por Comité Organizador de la Octava Noche A.C., quienes organizan a escuelas, grupos y a la sociedad para que durante 5 kilómetros adornen las calles con tapetes de aserrín, altares, imágenes, flores y pasacalles. El Gobierno Municipal brinda facilidades para la realización del mismo.
El recorrido inicia a las 19:30 hrs y recorre las siguientes calles:
Benito  Juárez
Galeana
Ignacio Allende
Sebastian Lerdo de Tejada
Álvaro Obregón
Aztecas
Guadalupe
Juan de la Barrera
Pípila
Cristóbal Colón
Juan Escutia
16 de Septiembre
Nicolás Bravo
Mariano Matamoros
Ignacio Zaragoza
Javier Mina
Insurgente Olivares
Melchor Ocampo
Durante el recorrido la imagen va cargada por voluntarios llamados cargueros quienes al pasar destruyen los tapetes de aserrín (de ahí el concepto de arte efímero). En algunos puntos se hace descanso para cambiar de cargueros y hacer una oración, además en varias calles se enciende un castillo de fuegos pirotécnicos cuando pasa la imagen, misma que entra a la parroquia del Sagrado Corazón de Jesús y termina su recorrido pasadas las 2:00 de la mañana tras un recorrido de más de 5 km en el mismo punto en el que inició: El atrio de la Parroquia de San Miguel Arcángel.